# Hengstdijk
Hengstdijk est un village appartenant à la commune néerlandaise de Hulst, situé dans la province de la Zélande, en Flandre zélandaise. En 2009, le village comptait 521 habitants.

## Histoire
Hengstdijk a été une commune indépendante jusqu'au 1er juillet 1936. À cette date, Hengstdijk fusionne avec Boschkapelle, Stoppeldijk et Ossenisse pour former la nouvelle commune de Vogelwaarde.